# Alvarenga icarius
Alvarenga icarius là một loài ruồi trong họ Asilidae. Alvarenga icarius được Carrera miêu tả năm 1960. Loài này phân bố ở vùng Tân nhiệt đới.